# St. Katharinen (Frankenroda)

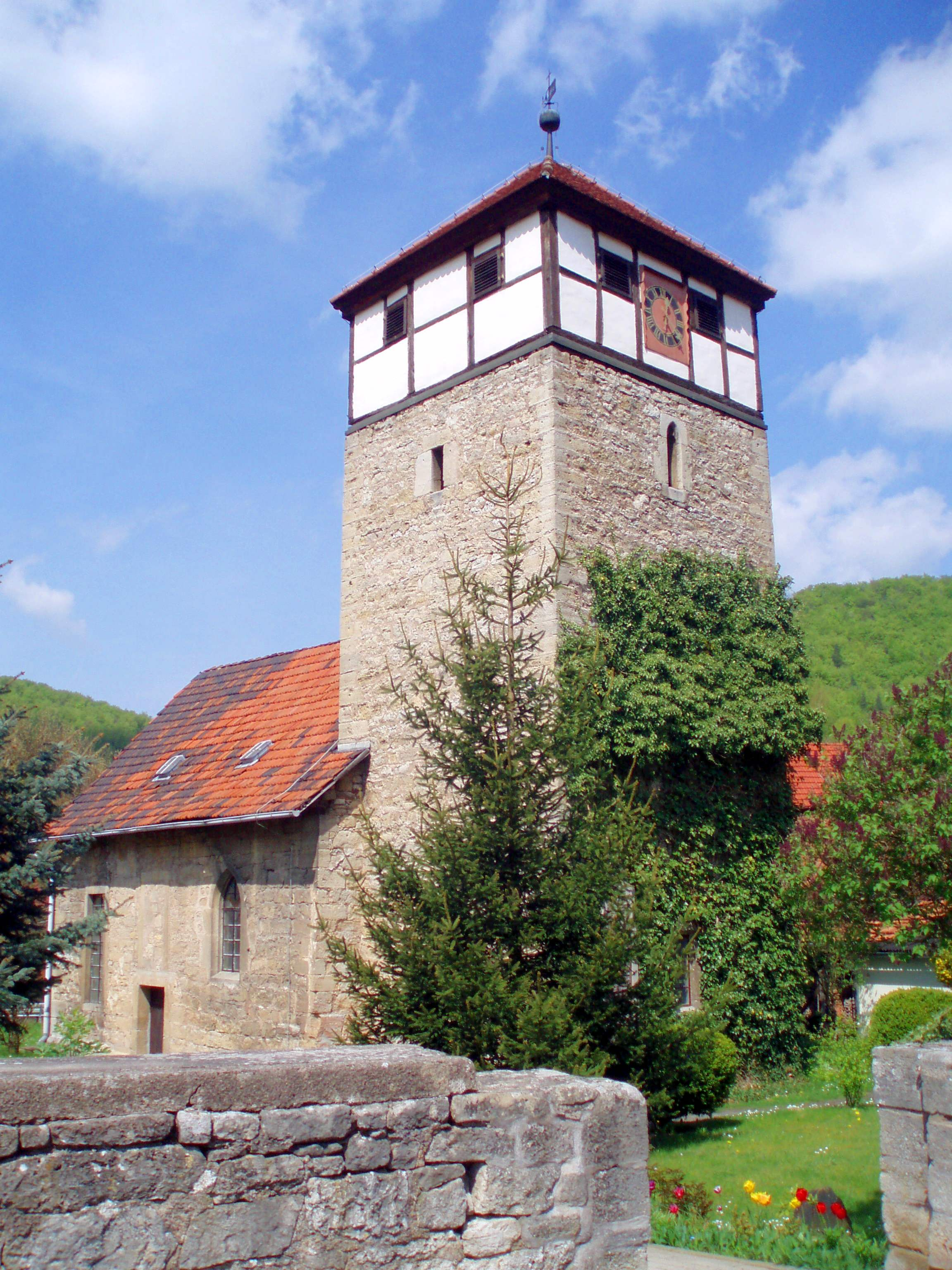
St. Katharinen

Die evangelisch-lutherische Dorfkirche St. Katharinen, auch St. Katharina genannt, steht im Ortsteil Frankenroda der Stadt Amt Creuzburg im Wartburgkreis in Thüringen.

## Geschichte
Die Kirche wurde über die Jahrhunderte immer wieder ergänzt und erneuert. Das Kirchenschiff bekam seine Gestalt im Jahre 1781. Damals erhöhte man das Schiff und überspannte den Raum mit einer tonnenförmigen Holzdecke. Die rechteckigen und glatten Türen sowie Fenster sind aus jüngerer Zeit. Ein spitzbogiges Fenster im Langhaus ist die Ausnahme.

## Der Turm
Der quadratische Kirchturm steht an der Ostseite. Er wurde 1704 erneuert. Das Erdgeschoss mit zwei Fenstern aus romanischer Zeit bilden den Chor. Sein rippenloses Kreuzgewölbe mit spitzbogigen Kappen sind Nachweis der mittelalterlichen Baukunst. Der ursprüngliche romanische Triumphbogen ist später spitzbogig umgebaut worden. Nach einem Blitzschlag 1887 im Turm wurde sein Obergeschoss als Backsteinbau mit kurzem achteckigem Helm aufgebaut. Nach einer Rekonstruktion im Jahre 1988 hat der Turm seine ehemalige Gestalt wieder erhalten.

## Die Renovierung
Seit der Renovierung im Jahr 1956 erstrahlt die Kirche wieder im Glanz einstiger Zeiten. Es wurden Fresken aus dem 15. Jahrhundert freigelegt. Sie zeigen Bilder der christlichen Geschichte.
Auf dem quadratischen Steinaltar steht ein Kruzifix. Von 1990 bis 1992 erfolgte eine umfangreiche Innenrenovierung.